# Новый Папа
«Но́вый Па́па» (англ. The New Pope) — американский драматический телесериал режиссёра Паоло Соррентино. Главные роли исполнили Джуд Лоу и Джон Малкович. «Новый папа» является многосерийным продолжением сериала «Молодой Папа», вышедшего в 2016 году. Сериал состоит из девяти эпизодов, снятых Соррентино.
Премьера телесериала состоялась 10 января 2020 года на канале Sky Atlantic в Италии и 13 января — на каналах HBO и Canal+. Показ сериала в России стартовал 11 января 2020 года на сервисах Amediateka и ivi.

## В ролях

### Основной состав
- Джуд Лоу — Пий XIII (в миру Ленни Белардо)[2].
- Джон Малкович — Иоанн Павел III (в миру сэр Джон Брэннокс), новоизбранный папа[2].
- Сильвио Орландо — Его Высокопреосвященство кардинал Анджело Войелло, камерарий и государственный секретарь Святого Престола[3] / Его Высокопреосвященство кардинал Эрнандес, оппонент Войелло на конклаве[4].
- Сесиль де Франс — София Дюбуа, маркетолог Святого Престола[3].
- Хавьер Камара — Его Высокопреосвященство кардинал Бернардо Алонсо Гутьеррес, советник Святого Престола[3].
- Людивин Санье — Эстер Обри, бывшая жена офицера швейцарской гвардии[3].
- Маурицио Ломбарди — Его Высокопреосвященство кардинал Марио Ассенте[3].
- Марк Иванир — Бауэр, посол США в Ватикане[3].
- Генри Гудман — Дэнни, дворецкий сэра Джона Брэннокса[3].
- Массимо Гини[3] — Его Высокопреосвященство кардинал Спаллетта, личный секретарь папы.
- Ульрих Томсен[3] — доктор Хельмер Линдегард, лечащий врач Пия XIII.

При участии
- Марчелло Ромоло — Франциск II (в миру Томмасо Вильетти), преемник Пия XIII на посту папы.

### Второстепенный состав
- Рамон Гарсиа — Его Высокопреосвященство кардинал Агирре.
- Томас Арана — Томас Альтбрук, муж Софии Дюбуа.
- Антонио Петрочелли — дон Луиджи Кавалло, помощник кардинала Войелло.
- Кируна Стамелл — аббатиса монастыря Святой Терезы.
- Нора фон Вальдштеттен — сестра Лизетт.
- Джессика Пикколо Валерани — сестра Памела.
- Нади Каммеллавира — сестра Сури.
- Эко Андриоло Ранци — сестра Катерина.
- Агнешка Джанья — сестра Иванка.
- Клаудио Бигальи — Дуилио Гвиччардини, министр экономики и финансов Италии.
- Игнацио Олива — отец Валенте.
- Алессандро Ричечи — Фабиано, любовник Эстер.
- Массимо Чаньина — дон Марио.
- Джанет Хенфри — леди Брэннокс, мать сэра Джона.
- Тим Барлоу — лорд Брэннокс, отец сэра Джона.
- Кика Джорджиу — женщина в красном, возглавляющая культ почитателей Пия XIII.
- Заки Бибави Айад — Файсал, беженец, укрывающийся в Ватикане.
- Дэниел Вивиан — Домен, дворецкий папы.
- Алекс Эсола — Фредди Блэйкстоун, любовник Гутьерреса.
- Дж. Дэвид Хинц — Леопольд Эссенс, помощник Бауэра.
- Юлия Снигирь — Ева Новак, жена доктора Линдегарда.
- Дарья Байкалова — Эмбер, любовница Бауэра

Флэшбеки
- Чарли Поттс и Джошуа Смоллвуд — Адам Брэннокс, брат-близнец Джона.
- Каллум Поттс и Мэттью Смоллвуд — Джон Брэннокс в юности.
- Хелла Стичлмейр — леди Брэннокс в молодости.
- Йонас Кродак — лорд Брэннокс в молодости.

### Приглашённые актёры
- Мэрилин Мэнсон (4 серия) — в роли самого себя[5].
- Шэрон Стоун (5 серия) — в роли самой себя[5].

## Список серий
| № | Название   | Режиссёр         | Автор сценария                                       | Дата премьеры  | Зрители в Италии (млн) |
| --- | ---------- | ---------------- | ---------------------------------------------------- | -------------- | ---------------------- |
| 1 | «Эпизод 1» | Паоло Соррентино | Паоло Соррентино, Умберто Контарелло и Стефано Бисес | 10 января 2020 | 0,43                   |
| Спустя девять месяцев и несколько неудачных пересадок сердца папа Пий XIII по-прежнему пребывает в коме, в то время как образовавшийся вокруг него культ последователей почитает Ленни как святого. Чтобы пресечь идолопоклонство, кардинал Войелло по совету Бауэра, посла Святого Престола, решает избрать нового папу. Понимая, что конклав никогда не выберет его на этот пост, Войелло с верными ему кардиналами саботирует голосование, чтобы должность не досталась его оппоненту Эрнандесу. Выбор падает на скромного кардинала Томмасо Вильетти, преданного поклонника Франциска Ассизского, в надежде контролировать его через представителя. Взяв имя Франциска II, Вильетти быстро входит во вкус власти и принимает ряд радикальных реформ, направленных на благотворительность. Он предоставляет беженцам убежище в Ватикане, берёт полный контроль над ватиканскими архивами и финансами с целью поделиться ими с общественностью, а также заставляет коллегию кардиналов сдать свои ценности. Эти реформы и намерение Вильетти лишить кардинальского сана Войелло заставляют последнего вступить в сговор с Эрнандесом, чтобы найти папе замену в лице умеренного во взглядах сэра Джона Брэннокса, который занял третье место в голосовании. У Франциска II случается сердечный приступ с летальным исходом, не без участия Бауэра. Тем временем папа Пий XIII после многих месяцев подаёт слабые признаки жизни. |            |                  |                                                      |                |                        |
| 2 | «Эпизод 2» | Паоло Соррентино | Паоло Соррентино, Умберто Контарелло и Стефано Бисес | 10 января 2020 | 0,43                   |
| Делегация кардиналов в лице Войелло, Ассенте, Гутьерреса и Агирре, а также Софии отправляется в Англию, чтобы встретиться с Джоном Брэнноксом и убедить его занять должность папы до начала конклава. Представитель британской аристократии и почитатель Джона Генри Ньюмена, Брэннокс известен в церковных рядах обращением англикан в католицизм и написанием теологического труда «Золотая середина». Кардиналы считают, что такая центристская философия поможет восстановить порядок в Ватикане после смерти Франциска II и ситуации с Пием XIII. По прибытии в поместье Брэннокса ночью перед сном каждый из них, включая хозяина, чувствует присутствие Пия XIII. Ассенте пытается соблазнить Гутьерреса, но тот отвечает отказом. В это время в Ватикане муж Софии Томас проводит встречу с министром экономики и финансов Италии Гвиччардини и кардиналом Спаллетта, который сообщает, что он сможет манипулировать Брэнноксом, поскольку знает его единственную тайну. На следующее утро Брэннокс представляет Войелло своих пожилых родителей, проживающих в отдельном крыле замка, чтобы не видеть Джона, так как считают его виновным в смерти брата-близнеца Адама, которого они ежедневно оплакивают. Эксцентричность и откровенность Брэннокса застают делегацию врасплох, однако вечерняя трапеза, на которой кардинал подробно излагает свою философию, укрепляет их решение в выборе. Сэр Джон объявляет, что примет своё решение к утру. В Ватикане по телевизору транслируется антихристианское сообщение из неизвестного исламского халифата, после чего прерывается вещание. |            |                  |                                                      |                |                        |
| 3 | «Эпизод 3» | Паоло Соррентино | Паоло Соррентино, Умберто Контарелло и Стефано Бисес | 17 января 2020 | TBA                    |
| Джон Брэннокс обсуждает возможность стать папой с Софией и Гутьерресом. После этого он говорит со своими родителями, замечая иронию в том, что их обожаемый и давно погибший сын Адам не смог стать заметной духовной фигурой, тогда как ему, нелюбимому ребёнку, предлагают высшую позицию в Церкви. Джон в ярости из-за их пренебрежения к нему и считает, что именно поэтому заслуживает быть папой. И всё же, наутро Брэннокс сперва отклоняет предложение, однако Войелло быстро удаётся его окончательно переубедить. Делегация возвращается в Рим, где Брэннокс становится папой Иоанном Павлом III и проводит свою первую проповедь. Тем временем находящаяся в тяжёлом материальном положении Эстер знакомится со вдовцом Фабиано, с которым вступает в любовные отношения. Фабиано сообщает, что знает, где достать деньги — его богатая знакомая предлагает вознаграждение за ночь с её сыном Аттаназио, страдающим гирсутизмом. Эстер сперва возмущается, но отправляется на встречу, с которой в итоге сбегает. Аббатиса монастыря и сестра Лизетт просят у дона Кавалло денег, чтобы Лизетт смогла совершить со своей смертельно больной матерью паломничество в Лурд, но тот игнорирует их. Папа доносит до кардиналов свою речь о том, что нежность предпочтительнее страсти, и Церкви следует научиться правильно любить. Войелло обнаруживает в домике садовника молодого беженца Файсала, но не трогает его. Файсал позднее встречается в монастыре с сестрой Катериной. |            |                  |                                                      |                |                        |
| 4 | «Эпизод 4» | Паоло Соррентино | Паоло Соррентино, Умберто Контарелло и Стефано Бисес | 17 января 2020 | TBA                    |
| Папа Иоанн Павел III проводит встречу с Мэрилином Мэнсоном, который путает его с Пием XIII. Поняв свою ошибку, Мэрилин Мэнсон предлагает Иоанну Павлу III навестить папу Пия XIII в Венеции. Кардинал Спаллетта дарит папе новый Bentley, намекая, что хочет повышения. Дон Кавалло сообщает Войелло, что монахини заняли Сикстинскую капеллу и объявили забастовку, требуя уважения к своим правам от других церковников. Войелло принимает у себя аббатису и сестру Лизетт, возглавляющую протест, и советует не становиться его врагами, после чего монахини просят об аудиенции с папой. Иоанн Павел навещает Пия в Венеции; когда он покидает больницу, лидер почитателей молодого папы останавливает его, чтобы что-то прошептать на ухо. По возвращении в Ватикан папа Иоанн Павел III оставляет за Войелло и Софией их должности, назначает Гутьерреса своим советником, а Спаллетта — личным секретарём по творческим вопросам. Спаллетта советует папе не становится врагом Войелло, несмотря на его предполагаемое участие в убийстве папы Франциска II. Тем временем Войелло при помощи дона Кавалло собирает компромат на бастующих монахинь. Гутьеррес встречается с Фредди и вступает с ним в сексуальную связь, о чём позднее признаётся папе. Правительство Италии сообщает Ватикану, что намерено перестать поддерживать Церковь средствами налогоплательщиков. Спаллетта уверяет папу, что сможет убедить министров отложить эту меру. Эстер возвращается к Аттаназио и проводит с ним ночь. |            |                  |                                                      |                |                        |
| 5 | «Эпизод 5» | Паоло Соррентино | Паоло Соррентино, Умберто Контарелло и Стефано Бисес | 24 января 2020 | 0,25                   |
| Иоанну Павлу III наносит визит другой его кумир — Шэрон Стоун, которая прямо во время встречи снимает и дарит ему свои «лабутены». В ходе беседы поднимается вопрос легализации однополых браков среди католиков. До Ватикана доходят новости о террористическом акте в Лурде. Файсал и сестра Катерина занимаются любовью в каком-то сарае, после чего девушка выясняет, что она беременна. Войелло и Бауэр обсуждают, как быть с союзом Спаллетта и Альтбрука. Иоанн Павел III отправляется в Лурд почтить память погибших, где произносит речь, громко выкрикивая «Нет!», чем приводит в восторг верующих и прессу. Сам понтифик между делом всё больше сближается с Софией и даже приглашает её на свидание в катакомбы под базиликой Св. Петра, где они много беседуют на тему религии. Тем временем в Венеции репортёры начинают транслировать по радио дыхание Пия XIII. Эстер платит Фабиано его долю за посредничество, расстаётся с ним и вместе с сыном покидает церковный приход, служивший ей пристанищем. Иоанн Павел III советуется со своими приближёнными, что делать дальше, поскольку становится очевидным, что Пий XIII постепенно приходит в сознание. |            |                  |                                                      |                |                        |
| 6 | «Эпизод 6» | Паоло Соррентино | Паоло Соррентино, Умберто Контарелло и Стефано Бисес | 24 января 2020 | 0,25                   |
| София знакомится с Леопольдом Эссенсом, одноглазым помощником Бауэра, который загадочно говорит, что следуя путём любви, она придёт к неудаче. Эстер возвращается к Аттаназио и заключает сделку с его матерью — за деньги оказывать любовные услуги и другим нуждающимся юношам. Софии становится известно, что её муж вместе со Спаллетта и Гвиччардини устраивает оргии с несовершеннолетней школьницей, о чём она рассказывает Войелло, а тот в свою очередь доносит новость до папы. Позднее Спаллетта объясняет Иоанну Павлу, что таким образом пытался задобрить министра, чтобы избежать неприятных для католической церкви решений государства. Он также советует назначить нового государственного секретаря. Войелло раскрывает Иоанну Павлу III информацию о финансовых махинациях Гвиччардини и Альтбрука. Несмотря на это папа предлагает Войелло подать в отставку. Перед уходом Войелло отправляет Эрнандеса миссионером в Кабул, а также встречается с монахинями и даёт распоряжения сообразно их проступкам. Тем не менее Войелло советует монахиням продолжить борьбу за свои права после его отставки. Новым госсекретарём становится кардинал Ассенте. Спустя некоторое время мать Аттаназио сообщает Эстер, что её услуги больше не нужны, и тогда Эстер в гневе душит её, после чего отправляется в Венецию просить прощения у Пия XIII. Иоанн Павел III проводит телевизионное интервью с Эмори Китсвортом, которое он вынужден покинуть, не дождавшись конца из-за наркотической ломки. |            |                  |                                                      |                |                        |
| 7 | «Эпизод 7» | Паоло Соррентино | Паоло Соррентино, Умберто Контарелло и Стефано Бисес | 31 января 2020 | 0,25                   |
| Полиция депортирует Файсала из Ватикана. Папа Пий XIII выходит из комы, в которой находился около года, что скрывается от всех, включая Иоанна Павла III. Удивительным образом Пий XIII очнулся свежим и здоровым, как после хорошего сна — это подтвердило медицинское обследование. Ленни остается в доме доктора Линдегарда в Венеции и молится за его неизлечимо больного сына. Тем временем в Ватикане происходит теракт, в котором погибает собака папы Иоанна Павла III и повреждено много произведений искусства в базилике Св. Петра. По подозрению в совершении теракта полиция задерживает Файсала. София обращается за советом к Войелло, который стал садовником, как помочь папе Иоанну справиться с глубокой депрессией. Папа Иоанн Павел III исповедуется Гутьерресу в том, что он наркоман и что после смерти брата-близнеца он издал его великую книгу о «срединном пути» под своим именем. По просьбе Пия XIII доктор Линдегард звонит в Ватикан и сообщает Гутьерресу, что Пий XIII пришёл в себя. |            |                  |                                                      |                |                        |
| 8 | «Эпизод 8» | Паоло Соррентино | Паоло Соррентино, Умберто Контарелло и Стефано Бисес | 31 января 2020 | 0,25                   |
| Бауэр встречается с Войелло и сообщает ему, что новый папа — наркоман и трус, который всё развалил, позволив триаде Спалетта, Гвиччардини и Альтбрука управлять всем. Кроме этого, он уверяет о своей непричастности к смерти Франциска II и о неожиданном исцелении Ленни Белардо. Бауэр с помощником посещает Файсала в тюрьме и допрашивает его. Ассенте велит Гутьерресу не возобновлять отношения с Пием XIII. Папа Иоанн Павел III уединяется в шале в Альпах, куда к нему приезжает София, которая сообщает ему о выздоровлении Пия XIII, а понтифик рассказывает ей, как погиб его брат Адам и своей пассивности, когда брату требовалась помощь. Между тем Пий XIII тайно возвращается в Рим и встречается с Гутьерресом. Вместе они разбирают множество писем, которые верующие прислали Пию XIII, пока он был в коме. Войелло обсуждает с Пием XIII план его возвращения. По наставлению Войелло сёстры и Кавалло собирают компромат на Ассенте, после чего он вынужден снять с себя полномочия государственного секретаря и отправиться служить в Кабул, куда ранее был отправлен Эрнандес. Войелло снова становится государственным секретарем. Джироламо внезапно умирает и Войелло организует похороны, на которых заупокойную мессу в базилике Св. Петра служит сам папа Иоанн Павел III. Бауэр с помощником застаёт Спалетта, Гвиччардини и Альтбрука прямо во время очередной оргии и вынуждает их всех уйти в отставку со своих постов под угрозой разоблачения. |            |                  |                                                      |                |                        |
| 9 | «Эпизод 9» | Паоло Соррентино | Паоло Соррентино, Умберто Контарелло и Стефано Бисес | 7 февраля 2020 | 0,22                   |
| Папа Иоанн Павел III выступает с балкона Собора Святого Петра с воодушевляющей проповедью, которая заставляет Гутьерреса и Войелло плакать. София уходит с поста маркетолога Святого Престола, потому что влюбилась в сэра Джона. В начальной школе в Вентотене террористы берут в заложники шестерых детей и священника. Ленни в одеянии священника встречается с папой Иоанном Павлом III и предлагает вести жёсткую политику с преступниками. Он убеждает Иоанна Павла III, действующего папу, перейти в публичной речи от смирения к угрозам. В свою очередь Ленни Белардо в папском одеянии выступает с речью перед собранием кардиналов в Сикстинской капелле. Бауэр в разговоре с Войелло критикует позицию папы, которая создала много проблем и вызвала реальную угрозу войны с халифом. В ответ на жесткое заявление Папы, взятого в заложники священника на глазах детей убивают выстрелом в голову. После случившегося Войелло тайно встречается с представителем халифа, который отрицает причастность халифа к терактам в Лурде, Риме и Вентотене. Иоанн Павел III отчитывает Ленни за ошибочное решение, отрекается от папского престола и возвращается домой. Пий XIII в сане Папы Римского лично приезжает в школу с заложниками. Террористами оказываются его идолопоклонники, одна из которых — Эстер. На площади Святого Петра Пий XIII произносит речь, а затем спускается к толпе, чтобы обнять всех и каждого. Толпа поднимает его на руки. Папа Пий XIII плывет по волнам поднятых рук и внезапно умирает. Монахини вносят бездыханное тело Ленни внутрь Собора Святого Петра. Родители сэра Джона примиряются с ним. Бауэр уезжает в Корею и решает жениться на эскортнице, которая называет его «осьминожкой». Доктор Линдегард с женой ждут ребенка. Сестра Катерина рожает ребенка, покидает монастырь и воссоединяется с освобожденным из тюрьмы Файсалом. София приезжает к сэру Джону в его дом в Англии. Войелло при поддержке кардиналов становится новым папой. Сын попавшей в тюрьму Эстер, малыш Пий, воспитывается в Ватикане под присмотром Войелло. Гутьеррес наконец обрел внутреннюю гармонию. |            |                  |                                                      |                |                        |

## Производство
Съёмочный период сериала начался в Италии в конце 2018 года. В ноябре 2018 года съёмки проходили на территории Ватикана в соборе Святого Петра. В январе и феврале 2019 года в съёмочном процессе был задействован Милан. Съёмочная группа посещала Венецию в январе и апреле 2019 года. В марте 2019 года команда сериала вернулась в Рим для съёмок на площади Святого Петра. Заставка сериала с танцующими монахинями снималась в помещениях монастыря Сан-Джорджо на острове Сан-Джорджо-Маджоре в Венеции.

## Рекламная кампания
Первый официальный тизер сериала был показан 28 августа 2019 года. 3 ноября был продемонстрирован ещё один тизер-трейлер. Полноценный трейлер сериала вышел 10 декабря 2019 года.

## Показ
Мировая премьера телесериала состоялась 1 сентября 2019 года в рамках 76-го Венецианского кинофестиваля, где были показаны вторая и седьмая серии. Выход сериала на телеэкраны состоялся 10 января 2020 года на канале Sky Atlantic в Италии, 12 января — на Sky Atlantic в Великобритании и 13 января — на HBO и Canal+. В России показ начался 11 января 2020 года на онлайн-сервисах Amediateka и ivi.

## Отзывы критиков
«Новый Папа» удостоился положительной реакции со стороны кинокритиков. На агрегаторе Rotten Tomatoes рейтинг сериала составляет 90 % (24.02.21) со средней оценкой 7,72 из 10 на основе 42 обзоров. По мнению критиков, «несмотря на нависающую тень предшественника, преданным фанатам придётся по вкусу многое в том, как в „Новом Папе“ подвергаются исследованию расстановка сил и обилие странностей». На сайте Metacritic телесериал набрал 63 балла из 100 на основе 12 рецензий.